# Barrio de Arriba
Barrio de Arriba är en ort i Mexiko.   Den ligger i kommunen Matlapa och delstaten San Luis Potosí, i den sydöstra delen av landet, 210 km norr om huvudstaden Mexico City. Barrio de Arriba ligger 144 meter över havet och antalet invånare är 651.
Terrängen runt Barrio de Arriba är lite bergig. Runt Barrio de Arriba är det ganska tätbefolkat, med 67 invånare per kvadratkilometer. Närmaste större samhälle är Tamazunchale, 9,0 km sydost om Barrio de Arriba. I omgivningarna runt Barrio de Arriba växer huvudsakligen savannskog.